# 東家孝太郎
東家 孝太郎（あずまや こうたろう、本名 岡山 守治、1975年11月26日 - ）は、日本浪曲協会所属の浪曲師、ホーメイ歌手、口琴奏者。日本浪曲協会理事。2代目東家浦太郎門下。大阪経済大学卒業。石川県金沢市若松町出身。

## 人物
南シベリアのトゥバ共和国の音楽グループ・フンフルトゥなどに影響を受け、ホーメイ歌手・口琴奏者として活動の後、ホーメイと似た発声を使う日本の浪曲に魅せられ2代目東家浦太郎に入門し、浪曲師となった。
同じ若手男性浪曲師の玉川太福、東家一太郎、澤勇人らと共に「浪曲チームHAIDAKO（ハイダコ）」（それぞれの頭文字を採っている）、国立演芸場にて公演。
侠客物や、口演中に口琴やホーメイを盛り込んだ演目、近年はケレン物といわれる笑い要素の多い演目を多く口演している。
本名「岡山守治」名義でホーメイなどの音楽活動をしていたが、浪曲師入門後は一時活動休止。名披露目 後の音楽活動再開にあたって「東家孝太郎」名義に統一した。
第3回日本ホーメイコンテストで最優秀賞を受賞。浅草倍音フェスを主宰する。青山雅明とのホーメイユニット「神響王（カムヒビKING）」のメンバー。

## 経歴
- 高校在学中に、関西インディーズシーンにてヘビーメタルバンドのギタリストとして活動する。
- 1998年 トゥバ共和国に伝わる倍音唱法「ホーメイ」に開眼。独学にて習得。
- 1999年 倍音系J-POP・アバンギャルドバンド「倍音S」結成。自身らの音楽・肩書きを「倍音楽」・「倍音楽家」と称する。
- 2000年 トゥバ共和国で行われたホーメイコンテスト・グループ部門にて二位入賞。
- 2001年 南インド・ケーララ州にてインド口琴のマスター・ニーヤティンカラクリシュナンに口琴を師事。
- 帰国後、南インドのタンギングでリズムを刻むスタイルに、倍音のコントロールを加えた独自のスタイルで演奏し始める。
- 第一回日本ホーメイコンテストにて「日本トゥバホーメイ協会賞」受賞。
- 口琴・ホーメイのワークショップ講師を始める。のちに生徒を率いて「口琴オーケストラ」結成。
- 2005年ミュージカル「コーカサスの白墨の輪」に楽士の役で出演。松たか子出演、串田和美演出
  - 倍音Sを脱退。
- シタール、ホーメイ、口琴、タブラ、カホン、パカワジ、マリンバ、ベースからなるバンド「AlayaVijyana（アラヤヴィジャナ）」のアルバム「AlayaVijyana III」に参加。
- フジロックフェスティバルに出演。
- ソロアルバム「Biotoronica（バイオトロニカ）」を製作。以後、生の倍音と電気的エフェクトの入り混じった独自のパフォーマンスを展開する。
- シンセ、トラックメイカーの平林ヒデヲとの倍音エレクトロニカユニット「CARAON」にてアルバム「Eclipse」製作。
- 南インドのカルナーティック古典声楽を習い始める。
- 2006年 ガムラン、ベース、クンダン、ホーメイ、口琴によるバンド「SUARASANA」に参加。口琴の他、インド声楽とホーメイの融合にチャレンジ。二枚のアルバムを発表。「和の心にて候」プロジェクトに参加
- 2007年 wowow制作アニメ「シグルイ」のサウンドトラックに音源提供。
- 2008年 元・倍音Sの青山雅明と倍音デュオ「神響王」を結成。
- 2009年 熱海市MOA美術館能楽堂ライブに参加。
- フジロックフェスティバル、Ap bank fesに出演（SUARASANAとして）。
- 2010年、NHKドキュメンタリー映画「ヤノマミ」のサウンドトラックに参加。
- 神響王のライブアルバム「倍音楽DE宇宙旅行」をリリース。
- 2010年 2代目東家浦太郎に浪曲カルチャースクール生徒として師事。
- 2011年5月 2代目東家浦太郎に正式に入門、東家孝太郎として浪曲師になる。
- 2015年11月 浅草木馬亭にて名披露目興行。
- 2016年 「第一回浅草倍音フェス！～浪曲・新内・琵琶・ホーメイの響演～」を浅草木馬亭にて主催公演。
- TVアニメ『フリップフラッパーズ』サウンドトラックに音源素材提供[5]。
- 2017年 第三回日本ホーメイコンテストで最優秀賞を受賞。

## 出演番組
- 浪曲十八番
  - 2017年5月25日「江戸相撲　蒙古襲来」[6]